# Споры вокруг G4S
G4S, транснациональная частная военная компания со штаб-квартирой в Лондоне, крупнейшая ЧВК в мире по доходам, крупнейший в Европе и Африке частный работодатель после «Walmart Stores» и «Foxconn», подвергается критике за многочисленные сомнительные операции, в которых она принимала участие.
G4S представляет себя как «ведущий в мире поставщик решений в области безопасности», обеспечивающий соответствующие услуги для более чем 40 посольств по всему миру, футбольных стадионов, управляющий шестью британскими тюрьмами, реализующий схемы слежения для осуждённых, обеспечивающий безопасность Центра правительственной связи Соединённого Королевства и выполняющий административные функции в секторах здравоохранения и образования. Компания работает как дочерняя структура американской охранной компании Allied Universal с апреля 2021 года.
Споры вокруг G4S стали известны широкой публике после того, как они отвечали за безопасность летних Олимпийских игр 2012 года, но различные противоречивые сигналы о её деятельности распространяются и на 1990-е годы, до того, как компания приобрела свой нынешний облик через слияние Group 4 с Securicor. Однако в корпорации уверяют, что уровень обоснованных жалоб крайне низок и они носят незначительный характер.

## Подготовительные мероприятия по безопасности Олимпиады-2012
В марте 2011 года G4S получила контракт с оргкомитетом Лондонской Олимпиады  на сумму 284 миллиона фунтов стерлингов на предоставление 13 700 охранников для Олимпийских игр — в частности, на олимпийских объектах должны были ежедневно дежурить 10 тысяч сотрудников. Однако необходимого числа работников к июлю 2012 года набрать не удалось. 12 июля 2012 года прошло сообщение, что к охране объектов будут привлечены 3500 солдат британских вооружённых сил. 17 июля 2012 года перед Специальным британским комитетом внутренних дел отчитался исполнительный директор, извинившийся за организационные недостатки и согласившийся выплатить бонусы военнослужащим, которые в последний момент заменят сотрудников службы безопасности. Акции G4S потеряли в цене 9% на фоне признания руководства фирмы о том, что возможны убытки в 50 миллионов фунтов из-за недостаточного числа обученных кадров для Олимпийских игр.
8 августа 2012 G4S сообщила, что сможет ежедневно выставить на олимпийские объекты 7 тысяч сотрудников и они способны в полной мере обеспечить безопасность соревнований вместо 10 тысяч.
Из-за опасений по поводу нехватки персонала полицейская федерация Уэст-Мидлендса взяла на себя охрану Ricoh Arena в Ковентри. На фоне развёртывания 3500 дополнительных вооружённых военнослужащих для охраны олимпийских объектов министр внутренних дел Тереза Мэй всё же отрицала, что организация игр была «провалена».
Работа G4S во время Олимпийских игр 2012 года в Лондоне была охарактеризована бывшими полицейскими как «совершенно хаотичная» и «абсолютный фарс», особенно кампания по привлечению сотрудников. Ключевой проблемой было названо отсутствие организации, поскольку многие охранники не знали, где они должны были находиться во время Олимпийских игр.
После неудачи с олимпийскими контрактами полицейское руководство Бедфордшира, Кембриджшира и Хартфордшира задумались об отказе от услуг G4S.

## Израиль и Палестина
G4S поставляла оборудование для обеспечения безопасности, услуги и техническое обслуживание для использования в израильских тюрьмах, контрольно-пропускных пунктах и поселениях на Западном берегу реки Иордан, в том числе через весьма спорный израильский разделительный барьер на Западном берегу. В 2007 году дочерняя компания G4S в Израиле подписала контракт с Управлением тюрем Израиля на поставку систем безопасности. В апреле 2012 года G4S опубликовала заявление с подробным описанием своей деятельности в Израиле — обеспечение обслуживания некоторых электронных систем безопасности в тюрьме, полицейском участке и небольшом количестве контрольно-пропускных пунктов на Западном берегу. В июне 2014 года Десмонд Туту и другие протестовали против деятельности G4S в израильских тюрьмах. Они также написали открытое письмо фирме, призывая её «прекратить своё соучастие в жестоком обращении Израиля с детьми-заключенными». В отчёте, подготовленном научным сотрудником Оксфордского университета Хуго Слимом по заказу G4S, говорилось, что компания «не играла причинной или содействующей роли в нарушениях прав человека» и «явно существуют недостатки в области прав человека в некоторых частях системы безопасности Израиля», отрицая роль в этих нарушениях.
В своём отчёте за 2015 год палестинская общественная организация Addameer представила G4S как системный элемент израильской пенитенциарной системы, через которую с 1967 года прошло более 800 000 палестинцев (20 % населения и 40 % мужчин), в том числе с 2000 года более 8000 палестинских детей. G4S реализует в своей деятельности систему военного права, систематически отказывая палестинцам в праве на справедливое судебное разбирательство: в 99 % случаев палестинцы получают в военном суде обвинительный приговор, тогда как израильских переселенцев в районном суде наказывают только в трети случаев.
G4S закрывала глаза на широко распространенное и бесконтрольное применение психологических и физических пыток в отношении заключённых, особенно в центрах содержания под стражей Аль-Москобия и Аль-Джалама, неоказание медицинской помощи женщинам в Хашароне, массовое лишение свободы детей, произвольное и частое использование административного задержания в отношении политиков и активистов.
В 2015 году G4S стала мишенью движения BDS в ходе кампании с просьбой к Организации Объединенных Наций разорвать контракты с фирмой, и ряд профсоюзов присоединились к бойкоту. В марте 2016 года компания расторгла контракт с Израилем, а исполнительный директор G4S Эшли Альманза заявил, что компания рассчитывает выйти из ряда предприятий «в ближайшие 12–24 месяца ... включая G4S Israel».

## Дочерняя компания Wackenhut
Wackenhut, дочерняя компания G4S, в сентябре 2005 г. столкнулась с обвинениями в нарушениях безопасности на семи военных базах, где она была нанята по контракту. Компания заявила, что обвинения были ложными и продвигались профсоюзом, стремившимся принять на работу своих сотрудников.
В марте 2006 года осведомители, работающие в Wackenhut, опубликовали в прессе информацию о том, что компания провалила антитеррористические учения на ядерном объекте в США. Она также плохо показала себя и на других учениях. В обвинениях утверждалось, что Wackenhut систематически нарушала правила учёта и обращения с оружием, а менеджеры показывали новым сотрудникам места на объектах, где они могли вздремнуть и срезать углы во время патрулирования.
В июле 2007 года сенатор США Боб Кейси призвал министра внутренних дел Дирка Кемпторна пересмотреть федеральные планы относительно использования Wackenhut на ядерных объектах США, на общественном транспорте и охране Колокола Свободы в Филадельфии. Сенатор заявил, что компания должна отвечать за недоработку своих сотрудников.
Зимой 2008 года The New York Times сообщила, что корпорация Exelon заменит Wackenhut в качестве внутреннего поставщика услуг безопасности на десяти атомных электростанциях США после того, как охранников Wackenhut застали спящими на посту.
24 января 2012 года газета Knoxville News Sentinel сообщила, что охранник Wackenhut спал во время работы в Национальной лаборатории Ок-Ридж, а также использовал без разрешения мобильный телефон, находясь внутри строго режимного объекта, где находится примерно полтонны урана-233, которого достаточно для почти 250 импровизированных ядерных взрывов. 28 июля 2012 г. в комплекс национальной безопасности Y-12 Министерства энергетики США, охраняемый американской дочерней компанией G4S, проникли трое протестующих, идентифицированные как Меган Райс, 82 года, Майкл Уолли, 63 года, и 57-летний Грег Бертье-Обед. который добрался до внешней стены уранового корпуса и якобы измазал её лозунгами и забрызгал человеческой кровью. Эти трое представляли группу активистов, выступающих против ядерного оружия, - Transform Now Plowshares, части Движения Ploughshares. Работа компании на объекте была приостановлена из-за нарушения  после проверки, когда федеральный инспектор обнаружил копии секретных тестов в машине охраны.
В 2013 году G4S объявила о намерении отказаться от оказания услуг госструктурам США, сославшись на трудности, с которыми сталкиваются неамериканские компании при доступе к соответствующим данным.

## Недопустимое применение силы к нелегальным иммигрантам

### Центры содержания под стражей
В 2010 году компания получила более 700 жалоб от нелегальных иммигрантов, содержащихся в центрах содержания под стражей G4S, в том числе обвинения в насилии и расизме. Три сообщения о насилии и два сообщения о расовой дискриминации были подтверждены. Большинство жалоб касались потери имущества и недоступности связи. После публикации чрезвычайно критического отчета о тюрьме, управляемой G4S, теневой министр юстиции от Лейбористской партии Садик Хан заявил, что компания готова была взять под контроль все коммерческие тюрьмы, если бы конкуренты в отрасли не уложились в установленные для них сроки. Он заявил: «Я не вижу разницы, где наблюдается неэффективность — в государственном, частном или волонтёрском секторе... Мы не должны мириться с посредственностью в управлении нашими тюрьмами. Мы не можем наблюдать скандал за скандалом, когда деньги общества тратятся впустую, а качество того, что предоставляется, не на высоте. Правительство слишком зависит от уютной группы крупных компаний. Общественность сыта по горло большими компаниями, получающими огромные прибыли от налогоплательщика, что попахивает вознаграждением за провалы».
В сентябре 2017 года G4S отстранила девять сотрудников центра иммиграции недалеко от аэропорта Гатвик после тайного расследования журналистов BBC Panorama. В программе были продемонстрированы кадры скрытой камеры, на которых было видно, что офицеры «издеваются, оскорбляют и нападают» на содержащихся в центре людей.

### Смертельные случаи
Элиуд Ниензи скончался в британском центре для переселенцев после того, как ему было отказано в медицинской помощи. Смерть просителя убежища Резы Барати наступила после того, как на него напал сотрудник G4S, а после падения наземь более 10 офицеров забили его ногами. Мужчина-абориген скончался от теплового удара и обезвоживания при семичасовой перевозке между центрами содержания под стражей в Австралии, а другим переведённым иммигрантам было отказано в медицинской помощи и доступе в туалет во время непрерывной поездки. Австралийские контролирующие службы решили не расследовать эти инциденты ввиду «роли G4S в реализации государственной политики». Услуги G4S позволяют правительствам подавлять, контролировать и преследовать тех, кого они считают угрозой.

#### Джимми Мубенга
В октябре 2010 года трое охранников G4S задержали и удерживали 46-летнего депортируемого ангольца Джимми Мубенгу во время вылета рейса 77 British Airways из аэропорта Хитроу, в то время как тот кричал и сопротивлялся депортации. Позже охранников обвинили в том, что они насильно нагибали голову Мубенге, когда он сидел в наручниках с заломленными назад руками, в течение 36 минут. Утверждается, что используемый метод принуждения известен как «ковровое караоке», создающее риск удушья. Полиция и медики были вызваны, когда Мубенга потерял сознание. Самолёт, приготовившийся к взлёту, был возвращён в терминал. Вечером того же дня Мубенга скончался в больнице Хиллингдона. Пассажиры сообщили, что слышали крики «я не могу дышать», «не делай этого» и «они пытаются меня убить». Отдел по расследованию убийств Скотленд-Ярда начал уголовное расследование после того, как смерть была отнесена к категории «необъяснимых». Трое частных охранников, нанятых для сопровождения депортированных Министерством внутренних дел, были освобождены под залог после допроса по данному инциденту.
В феврале 2011 года The Guardian сообщила, что охранников G4S в Соединенном Королевстве неоднократно предупреждали о недопустимости применения потенциально смертельной силы к задержанным и соискателям убежища. Конфиденциальные информаторы и несколько сотрудников передали информацию журналистам после того, как действия сотрудников G4S якобы привели к смерти Джимми Мубенги. Внутренний документ призвал руководство «решить эту проблему до того, как произойдет самое худшее». Осенью следующего года тюремные инспекторы опубликовали отчёт, в котором охранники G4S были осуждены за жестокое обращение с заключенными. Во время депортационных рейсов инспекторы были свидетелями того, как охранники G4S словесно оскорбляли и запугивали задержанных оскорбительными и расистскими выражениями, а также применяли ненадлежащие методы принуждения.
В июле 2012 года Королевская прокуратура (CPS) сделала вывод, что «недостаточно доказательств для предъявления каких-либо обвинений в смерти г-на Мубенги» G4S или кому-либо из её бывших сотрудников. 9 июля 2013 г. следственная комиссия присяжных, приняв решение девять к одному, признала, что смерть Мубенги была вызвана тем, что охранники G4S «применили неразумную силу», что один или несколько охранников толкнули или удерживали его незаконным образом» и что охранники «знали, что своими действиями они причинят г-ну Мубенге вред, если не серьёзный вред». Впоследствии Королевская прокуратура объявила о пересмотре решения об отказе в возбуждении уголовного дела, и в ноябре 2014 года начался суд над тремя охранниками G4S по обвинению в непредумышленном убийстве. Колин Калер, 51 год, из Бедфордшира, Терренс Хьюз, 53 года, из Гэмпшира, и Стюарт Трибельниг, 38 лет, из Суррея, отвергли выдвинутые против них обвинения.
В ходе судебных слушаний был предпринят беспрецедентный шаг: часть сидений из самолёта Боинг 777 была размещена внутри зала суда Олд-Бейли, чтобы продемонстрировать присяжным обстоятельства, в которых произошла смерть. 17 ноября 2014 года присяжным была предложена возможность воссоздать условия, в которых Мубенга находился на борту самолёта. Участвовали шестеро, которых по очереди удерживали точно в том же положении на сиденье, что и Мубенга, и в наручниках того же типа. Кроме того, небольшое количество присяжных по очереди наблюдали за происходящим, вставая на колени на сиденье в ряду впереди и наклоняясь, чтобы наблюдать. Позу Мубенги принял также один из трех охранников. 16 декабря 2014 года после шестинедельного судебного разбирательства присяжные признали подсудимых невиновными. После оглашения приговора жена г-на Мубенги Адриенн сказала, что шокирована и разочарована, поскольку не может понять, как суд пришёл к своему решению при всех свидетельствах о том, что Джимми вновь и вновь повторял, что не может дышать.
16 декабря, после вынесения приговора, газеты сообщили, что от присяжных были скрыты расистские текстовые сообщения, имевшиеся на телефонах двух подсудимых. 17 декабря газеты и интернет-СМИ опубликовали дополнительную информацию о «крайне расистских» текстах, обнаруженных в мобильных телефонах подсудимых. Текстовые сообщения были скрыты от присяжных, судья отказал присяжным в ознакомлении с ними, потому что они не имели «какого-либо реального отношения» к судебному процессу.
Присяжным не сообщили о текстах, поскольку адвокаты защиты утверждали, что «сообщение о расистских материалах вызовет в присяжных массу непредсказуемых предубеждений, что помешает справедливому судебному разбирательству». Им также не сообщили об опасениях первоначального следствия по поводу возможности расистского обращения со стороны сотрудников G4S по отношению к задержанным и депортированным.
Обстоятельства смерти Мубенги привели к массовым обращениям с призывом расследовать пригодность G4S для работы на горячей линии по вопросам равенства.

### На службе у пограничного агентства
В октябре 2012 года главный инспектор тюрем Ник Хардвик опубликовал свой отчёт об инспекции в пограничном агентстве Великобритании Cedars Pre-Department Accommodation UK (UKBA), управляемом G4S. В то время как большая часть отчёта хвалила G4S и тех, кто работает в центре, отмечая, что «Cedars является исключительным учреждением и имеет много методов, которые следует воспроизвести в других местах содержания под стражей», G4S подверглась критике за использование «неутверждённых методов» при одном конкретном случае, когда инвалидное кресло беременной женщины было опрокинуто, пока её держали за ноги. G4S ответила, что её сотрудники, напротив, пытались предотвратить травмы, и вообще-то в отчёте они заслужили похвалы за «исключительный уровень заботы».

### Труд задержанных иммигрантов
В августе 2014 года G4S подверглась критике за использование задержанных иммигрантов в качестве дешёвой рабочей силы, при этом некоторым платили всего 1 фунт в час. Министерство внутренних дел выступило в защиту: «Многолетняя практика предложения оплачиваемой работы заключённым получила высокую оценку инспекции тюрем Её Величества, поскольку она помогает им оставаться занятыми, пока организуется их высылка. Желают ли они участвовать или нет, полностью зависит от самих задержанных. Эта практика не предназначена для замены работы обученного персонала».

## Работа в тюрьмах

### Унижающее достоинство и бесчеловечное обращение
79-летний Питер Маккормак был прикован цепью к тюремному надзирателю, нанятому G4S, на восемь дней в больнице Королевского университета Ливерпуля после сердечного приступа в марте 2012 года. Оковы были сняты лишь ненадолго, чтобы больной снял верхнюю одежду, и когда он находился под наркозом во время операции на сердце. Судья Грэм Вуд в сентябре 2014 года постановил, что «за это время больной был унижен и его достоинство было оскорблено», что представляет собой унижающее достоинство и бесчеловечное обращение, противоречащее статье 3 Европейской конвенции о правах человека. Маккормак получил компенсацию в размере 6000 фунтов стерлингов.

### Обвинения в тюрьмах ЮАР
В октябре 2013 года BBC сообщила об обвинениях в пытках заключённых в тюрьме Мангаунг в Южной Африке. BBC процитировала материалы исследования в рамках проекта Wits Justice Project университета Витса в Йоханнесбурге, в котором утверждалось, что десятки из почти 3000 заключённых в тюрьме G4S, которой компания управляла с 2000 года, подвергались пыткам с использованием физического насилия, электрошока и принудительных инъекций антипсихотических препаратов, помещались в изоляторы на многие годы и подвергались принудительным допросам. По состоянию на октябрь 2013 года G4S заявила, что расследует обвинения. В это время после ставших публично известных инцидентов и массовых беспорядков Служба исправительных учреждений (Department of Correctional Services, DCS) ЮАР временно переняла на себя управление тюрьмой, однако через год оно было возвращено G4S, несмотря на то, что отчёт DCS так и не был не опубликован даже через два года.

### Гуантанамо
Судебный процесс против преступлений G4S в Гуантанамо был начат в Национальном контактном пункте Великобритании (UK National Contact Point, NCP), однако коллегия сочла, что рассмотрение иска должно проходить под юрисдикцией США. Кроме того, в столичную полицию Лондона было подано заявление о расследовании причастности G4S к методам пыток, практикуемым в Гуантанамо. Тем не менее пытки, санкционированные в США, Великобритании, Израиле и Южной Африке, благодаря прикрытию властей этих стран позволили G4S остаться безнаказанной.

## Детские воспитательные учреждения

### В Великобритании
Шесть сотрудников были уволены из управляемого G4S безопасного учебного центра Rainsbrook для детей в Рагби в мае 2015 года после серии грубых проступков. После проверки Офстед (британского правительственного управления по стандартам в области образования, детских служб и компетенций) G4S сообщила, что некоторые сотрудники употребляли наркотики при исполнении служебных обязанностей, вступали в сговор с задержанными и вели себя «крайне ненадлежащим образом», причиняли страдания и унижения детям, попирая их достоинство и допуская расистские комментарии.
Четыре руководителя группы G4S Центра безопасного обучения Medway в Рочестере были арестованы в январе 2016 года, а четыре других сотрудника ограничены в исполнении обязанностей после расследования, проведенного BBC Panorama. В телепрограмме были продемонстрированы нецензурная брань и физическое насилие, чрезмерное использование методов сдерживания (вызвавшее у одного подростка трудности с дыханием) — в отношении десяти мальчиков в возрасте от 14 до 17 лет, а также сокрытие нарушений с участием других сотрудников через отключение камер наблюдения или преднамеренное сообщение о происшествиях в ложном свете. Например, некоторые сотрудники не сообщали о «драке двух или более стажёров», поскольку это могло указывать на то, что они «потеряли контроль над центром», что привело бы к штрафу.
Менеджеры Medway, управляемого G4S, получили вознаграждение по результатам работы в апреле 2016 года, несмотря на то, что за несколько недель до этого главный инспектор тюрем заявил, что «управленческий надзор не смог защитить молодых людей от вреда в тюрьме». В феврале 2016 года расследование Guardian показало, что ещё в 2003 году осведомители предупредили G4S, Министерство юстиции (МЮ) и YJB о плохом обращении сотрудников с задержанными детьми. Их письмо, отправленное профессором Джоном Питтсом, экспертом по делам несовершеннолетних, было проигнорировано. Когда тюремная инспекция провела внезапную проверку в Medway, заключённые сообщили, что персонал использовал по отношению к ним оскорбительные, агрессивные или расистские выражения и чувствовал себя небезопасно в тех частях учреждения, которые не транслировались по внутреннему телевидению. Инспекторы согласились с законностью доказательств, представленных Panorama ВВС, свидетельствующих о «целенаправленном издевательстве над уязвимыми мальчиками» со стороны сотрудников и о том, что «большая группа сотрудников должна была знать о неприемлемой практике, но не оспаривала это поведение и не сообщала об этом».
В июле 2019 года управление Medway STC было передано в другие руки, чтобы центр стал первой в Великобритании безопасной школой, позиционируемой как образовательная альтернатива тюрьмам для несовершеннолетних. Эта инициатива, выдвинутая в 2016 году, была основана на отчете, который показал, что учащиеся Учреждения для молодых преступников в среднем получают только 15 часов образования в неделю по сравнению с предполагаемым уровнем в 30 часов.
В феврале 2016 года G4S объявила о продаже своего бизнеса по обслуживанию детей, включая контракт на управление двумя безопасными учебными центрами.

### Детские учреждения в США
18 июня 2017 года трое устроивших побег несовершеннолетних одолели трёх охранников в молодёжном центре Джексонвилля во Флориде. Департамент ювенальной юстиции Флориды счёл этот инцидент поводом для исправления или расторжения контракта. Через пять дней после инцидента молодые люди так и не были задержаны.
Хотя G4S продала свои режимные учреждения для молодёжи в США в марте 2017 года, на пресс-конференции в августе 2017 года шериф округа Полк, штат Флорида, Грэди Джадд обнародовал обвинения в серьёзных нарушениях в детских учреждениях, в результате которых были арестованы три бывших высших администратора G4S в Highland Park Youth Academy. Администратор Норма Винн и помощник администратора Хосе Санчес были взяты под стражу. Обвинения включали жесткое физическое насилие, подделку, фальсификацию и уничтожение записей, запугивание как подчиненных, так и жертв с целью скрыть информацию о преступной деятельности, широко распространенную контрабанду и секс сотрудников с молодёжью.

## Манипуляции с телефонными данными полиции
В мае 2016 года Независимая комиссия по рассмотрению жалоб на полицию провела расследование практики работы G4S с полицией Линкольншира после того, как пять сотрудников диспетчерской экстренной службы 999 были отстранены от работы из-за заявлений, что сотрудники звонили в службу экстренной помощи в «тихое время», пытаясь улучшить данные о качестве работы службы. В отношении обвиняемых в соответствии с политикой компании были предприняты дисциплинарные меры, а полиция заявила, что все задействованные сотрудники ранее служили в полиции Линкольншира и перешли в G4S четыре года назад. Королевская прокуратура позднее сообщила, что расследование не выявило преступных действий в данном инциденте.
Данные диспетчерской, предоставленные The Guardian, показали, что без дополнительных подложных вызовов диспетчерская не достигла бы цели отвечать на 92% звонков в течение 10 секунд в ноябре и декабре 2015 года. Только на 89% подлинных вызовов ответили в течение 10 секунд, но включение подложных вызовов увеличило скорость ответа на 1% выше целевого показателя.
G4S взяла на себя обслуживание экстренных вызовов в рамках сделки на 200 миллионов фунтов стерлингов в 2012 году, крупнейшего такого контракта в Соединенном Королевстве. Компания декларировала стремление отвечать на 92% всех звонков на 999 в течение 10 секунд, и до появления этих обвинений заявляла, что превысила декларированные цели.

## Электронные браслеты

### Обвинения в мошенничестве
В июле 2013 года министр юстиции Великобритании Крис Грэйлинг обратился в Управление по борьбе с мошенничеством с просьбой провести расследование в отношении G4S на предмет завышения платы за электронные браслеты для преступников в Англии и Уэльсе, утверждая, что она и конкурирующая компания Serco брали с правительства плату за контроль за людьми, за которыми фактически не следили, в том числе за заключёнными в тюрьме или преступниками, находившимися за пределами страны, а также небольшим количеством умерших с 2005 года. G4S была предоставлена возможность принять участие в «финансовом аудите», но сначала она отказалась.
После завершения проверки Кабинетом министров было объявлено, что она «не обнаружила доказательств преднамеренных действий или бездействия фирмы, ведущих к ошибкам или нарушениям» в механизмах начисления платы и выставления счетов по 28 расследованным контрактам».

### Возмещения
В марте 2014 года G4S согласилась выплатить правительству компенсацию в размере 109 миллионов фунтов стерлингов, в том числе возмещение за оспоренные услуги и возмещение дополнительных расходов.
В 2014 году G4S вернула деньги, выплаченные за электронные браслеты для правонарушителей в Шотландии, которые были идентифицированы как скончавшиеся или находившиеся в тюрьме.

## Сотрудник Омар Матин, массовый убийца
12 июня 2016 года сотрудник G4S Омар Матин (он состоял в штате американской дочерней компании G4S Secure Solutions) был идентифицирован как виновник стрельбы в ночном клубе Орландо в 2016 году, второго по величине массового расстрела в истории США. Прежде чем быть убитым полицией, Матин застрелил сорок девять человек во время нападения 12 июня 2016 года на ночной клуб Pulse в Орландо, Флорида. Тридцать восемь человек были убиты в клубе во время его нападения, еще одиннадцать скончались в больницах, в которые они были эвакуированы, и еще пятьдесят три человека получили ранения, многие были госпитализированы в критическом состоянии.

### Сбои в проверке личных данных
В июне 2017 года G4S была привлечена для покрытия хронической нехватки персонала в тюрьме CoreCivic Trousdale Turner в Теннесси. Некоторые сотрудники G4S не могли быть приняты на работу, так как не прошли бы проверку личных данных.
G4S сообщила, что две проверки серийного убийцы Омара Матина в Орландо, штат Флорида, — одна при приёме на работу, а другая — в 2013 году, не выявили никаких тревожных сигналов. В соответствии с законодательством штата Флорида, чтобы он работал вооруженным охранником, компания должна была либо провести полную психиатрическую оценку Матина, либо провести «утвержденный письменный психологический тест». 10 сентября 2016 года Министерство сельского хозяйства и бытового обслуживания Флориды оштрафовало G4S на 151 400 долларов за предоставление неточной информации о психологическом тестировании после того, как было обнаружено, что психолог, чье мнение было необходимо, чтобы разрешить Матину носить оружие, не провёл необходимого тестирования. Также вызывают сомнения результаты Матина при прохождении теста MMPI-2, который подтвердил доктор Сайед Шафик Рахман, имевший тесные связи с семьей Матина. G4S признала, что при оценке формальных данных Матина была «канцелярская ошибка».

## Бирмингемская тюрьма
Около 600 заключённых приняли участие в беспорядках 16 декабря 2016 года в тюрьме HM Prison Birmingham (Winson Green, Бирмингем, Англия), которая использовалась G4S на коммерческой основе по 15-летнему контракту, подписанному в 2011 году. Во время четвёртого бунта в тюрьме за шесть недель в Би-би-си позвонили заключённые, заявившие, что беспорядки были вызваны неадекватным персоналом, плохим питанием и некачественным медицинским обслуживанием. Как основной фактор, способствовавший беспорядкам, они назвали то, что они весь день находились в «закрытой камере». Охранники G4S покинули объект и закрыли два бунтующих крыла, но бунт быстро распространился на два других крыла. Административные помещения были разграблены, а заключённые получили доступ к конфиденциальным файлам, которые они прочитали и уничтожили. Министерство юстиции подтвердило, что контроль был восстановлен, поскольку для подавления беспорядков были задействованы вертолёты, кинологические подразделения и отряды по борьбе с беспорядками со всей Великобритании. Ассоциация тюремных надзирателей сообщила, что за последние недели из тюрьмы уволились более 30 охранников. «Мы давно предупреждали о кризисе в тюрьмах, и то, что мы наблюдаем в Бирмингеме, не является уникальным для Бирмингема, но, безусловно, может показаться, что это худший инцидент со времен бунта Strangeways 1990 года».
Министр юстиции Лиз Трасс сообщила членам парламента, что нехватка кадров лежит в основе беспорядков в Бирмингеме. Она сказала, что G4S придётся оплатить расходы десяти высококвалифицированных элитных команд Tornado из государственного сектора, направленных для прекращения 12-часовых беспорядков в её тюрьме в Бирмингеме. Триста восемьдесят заключённых были переведены из разрушенных крыльев тюрьмы в другие тюрьмы по всей Англии, но их рассредоточение привело к двум другим инцидентам в тюрьмах. Депутаты от лейбористской партии спрашивали Трасс, были ли учтены предыдущие предупреждения независимого наблюдательного совета Бирмингема, а также о последствиях сокращения бюджета на 700 миллионов фунтов стерлингов и сокращения 7000 тюремных надзирателей для общей стабильности тюремной службы. Лейбористы заявили, что бунт должен побудить правительство пересмотреть работу тюрем частных компаний, таких как G4S и Serco. Президент независимого наблюдательного совета Джон Торнхилл напомнил, что нехватка персонала привела к росту уровня насилия в тюрьмах Англии и Уэльса: «Мнение совета, которое разделяет тюремный персонал, заключается в том, что не хватает персонала для решения многих повседневных ситуаций, которые возникают в тюрьмах. местная тюрьма... Результатом, как мы видели в последние недели, является рост беспорядков, которые наносят ущерб системе... Последствием этого безудержного насилия является то, что большое количество заключённых приходится переводить в другие тюрьмы, которые уже перегружены своими проблемами и кадровыми вопросами»  .
В августе 2018 года контракт G4S на управление бирмингемской тюрьмой, заключённый в 2011 году, был отозван из-за того, что тюрьма впала в кризисное состояние, и после того, как главный государственный инспектор тюрем Питер Кларк сказал, что это была худшая тюрьма, которую он когда-либо посещал. Министр юстиции теневого лейбористского кабинета Ричард Бургон написал, что в будущем должен быть введен мораторий на заключение таких контрактов. The Independent, анализируя историю корпорации, спросила, как может продолжаться приватизация тюрем, и отметила, что охранников в Бирмингеме регулярно заставали спящими на работе или запертыми в своих офисах.

## Запрет на вложения в акции со стороны Норвегии
В ноябре 2019 года Государственный пенсионный фонд Норвегии запретил все вложения в G4S из-за риска того, что они «способствуют серьёзным или систематическим нарушениям прав человека».

## Убийство генерала Касема Сулеймани
Иранский прокурор Али Аль-Каси Мехр (Ali Al-Qasi Mehr) утверждал, что агенты G4S предоставили информацию об иранском генерале Сулеймани перед тем, как он был убит в результате удара американского беспилотника по приказу президента Трампа. Аль-Джазира сообщила, что прокурор не представил доказательств в поддержку своего заявления.
G4S отвечает за авиационную безопасность Международного аэропорта Багдада, где было совершено нападение на Сулеймани, и могла предоставить американским военным данные о прилёте делегации во главе с Сулеймани, подчеркнул прокурор.
В октябре 2021 года иранское расследование выявило 36 лиц, причастных к убийству Сулеймани, среди которых значилась и G4S.

## Карантинные отели Великобритании
G4S предоставлял персонал для карантинных отелей в Великобритании, и было подано несколько жалоб, особенно на служащих-мужчин, которых обвиняли в сексуальных домогательствах.

## Публикации
G4S Complicity in Human Rights Violations. Addameer, август 2015.